# Leila Abashidze
Leila Abashidze (în georgiană ლეილა აბაშიძე; n. 1 august 1929, Tbilisi, Republica Sovietică Socialistă Gruzină – d. 8 aprilie 2018, Tbilisi, Georgia) a fost o actriță, regizoare de film și scenaristă georgiană. A fost artist emerit al Georgiei, artist al poporului din Georgia, a primit Ordinul Steagul Roșu al Muncii, precum și diverse premii la festivaluri de film europene și asiatice și are propria stea de onoare în fața cinematografului Rustaveli de pe bulevardul Rustaveli din Tbilisi, Georgia. În timpul carierei sale a fost considerată pe scară largă ca „Mary Pickford a Uniunii Sovietice”. A jucat atât în roluri de comedie cât și în roluri dramatice. Este una dintre cele mai populare actrițe georgiene și sovietice. 

## Biografie
În 1951, Abashidze a absolvit Institutul Teatral Rustaveli din Tbilisi, Georgia. Din 1940, a lucrat pentru studioul de film Gruzia-film și a fost membră a sindicatului cineaștilor din anul 1958.
Abashidze a debutat cinematografic în copilărie alături de Nato Vachnadze în Kajana (1941), dar comedia romantică de succes Chrichina (1954) a fost cea care i-a adus popularitatea în întreaga Uniune Sovietică și Europa. Apoi a apărut într-o altă comedie populară Abezara (1956). După toate acestea producții, ea a fost asociată cu filmul de comedie, dar acest stereotip a dispărut după ce a jucat în drama istorică Maia Tskneteli (1959), un film aclamat de critici. A avut unul dintre cele mai mari succese comerciale cu drama Shekhvedra tsarsultan  (Întâlnire cu trecutul  1966), pentru care, în 1968, a fost premiată la a treia ediție a Festivalului Unional de Film de la Leningrad ca cea mai bună actriță. De asemenea, a devenit foarte faimoasă după apariția ei în drama tragică Khevisberi Gocha (1964) și într-una dintre cele mai populare comedii romantice Shekhvedra mtashi (Întâlnire în munți 1966).
A scris Anticipație (1970), Tăcerea turnurilor (1978). A fost regizoarea, scriitoarea și actrița principală a filmului Tbilisi, Parizi, Tbilisi (Tbilisi-Paris-Tbilisi 1980).
A fost căsătorită cu actorul Guram Pirtskhalava.

## Moarte
La 8 aprilie 2018, starea sa de sănătate s-a înrăutățit și a fost trimisă la spital după ce a suferit un accident vascular cerebral: a fost declarată moartă la sosire, cauza decesului fiind considerată un accident vascular cerebral ischemic al creierului.

## Filmografie
- Kajana (1941)
- Golden Path (1945)
- Cradle of Poet (1947)
- Keto and Kote (1948)
- Spring in Sakeni (1951)
- They Came from Mountains (1954)
- Chrichina (1954)
- Our Courtyard (1956)
- Abezara (1956)[9]
- Where is Your Happiness Mzia? (1959)
- Maia Tskneteli (1959)
- I Shall Dance (1963)
- Khevisberi Gocha (1964)
- Wreck (1965)
- Shekhvedra tsarsultan  (Întâlnire cu trecutul  1966)
- Shekhvedra mtashi (Întâlnire în munți 1966)
- Anticipation (Anticipație, 1969)
- The Right Hand of the Grand Master (Episode One) (1969)
- The Right Hand of the Grand Master (Episode Two) (1970)
- Walking in Tbilisi (1976)
- Cinema (1977)
- Tbilisi, Parizi, Tbilisi (Tbilisi-Paris-Tbilisi 1980)
- Commotion (1986)
- Zvaraki (1990)

## Onoruri și premii
- Artist emerit al Georgiei (1958)
- Artist al poporului din Georgia (1965)
- Artist al poporului din Cecenia-Ingușetia (1964)[10]
- Onoruri: Ordinul Steagul Roșu al Muncii (1961) (în georgiană: წითელი დროშის ორდენი, în rusă: Орден Трудового Красного Знамени)[4]
- Cea mai bună actriță la Festivalul Unional de Film de la Leningrad, 1968.
- Premii la 2 festivaluri mondiale, Tokyo, 1997.